# Stenus asphaltinus
Stenus asphaltinus – gatunek chrząszcza z rodziny kusakowatych i podrodziny myśliczków (Steninae).
Gatunek ten został opisany w 1840 roku przez Wilhelma Ferdinanda Erichsona.
Chrząszcz o ciele długości od 4,8 do 5,5 mm. Przedplecze głęboko, gęsto i szorstko punktowane z płaską bruzdą pośrodku. Na jednobarwnych pokrywach punktowanie jest jeszcze silniejsze i punkty łączą się w rynienkowate bruzdy. Początkowe tergity odwłoka pozbawione są listewek pośrodku części nasadowych. Co najmniej cztery pierwsze tergity mają boczne brzegi odgraniczone szerokimi bruzdami. Odnóża są w czarne lub brunatnoczarne. Smukłe tylne stopy prawie dorównują długością goleniom.
Owad palearktyczny, znany z Europy z wyjątkiem jej części północnej i wschodniej. Zasiedla tereny górskie od dolin po około 2000 m n.p.m. Spotykany na brzegach wód, skrajach lasów, rumowiskach i pod opadłymi liśćmi. W Polsce notowany na nielicznych stanowiskach na południu kraju.